# Киберготы
Киберготы — молодёжная субкультура, образованная в 1990-х годах. Сам термин «кибергот» был введён в обращение в 1988 году компанией Games Workshop, занимающейся созданием настольных ролевых игр, для их новой игры Dark Future.

## История субкультуры
Кибергот, как субкультурное понятие, появилось в конце 1990-х годов. До этого компания по производству ролевых игр Games Workshop использовала слово «кибергот» для своей игровой серии «Dark Future». В музыкальном плане первопроходцами являются постиндастриал группы: Goteki, Nekromantik, Narcissus Pool, Katscan, Mechanical Cabaret. В данный момент киберготы уже сформировались как субкультура.

## Основы
Одной из основ данного молодёжного движения являются литературные жанры — киберпанк (а позже посткиберпанк-стили: нанопанк и биопанк), а также постапокалиптика. Среди киберов распространено мнение о грядущем тёмном будущем, в котором технологии будут играть очень значимую роль в жизни человека.
Большой вклад внесла рейв-культура. Оттуда была взята часть гардероба: латекс, короткие стрижки кислотных цветов, сапоги на платформе, яркие цвета в одежде и т. д. Киберов часто можно заметить в клубах.
Но всё-таки самой важной составляющей в формировании взглядов киберготов является индастриал, вернее постиндустриальная сцена (EBM, Dark Electro, Aggrotech, Power Noise и т. д.). Именно эта ниша стала очень популярной среди киберов. Они посещают рэйвы, концерты и другие музыкальные мероприятия, связанные c пост-индустриальной сценой.
От готической субкультуры киберы наследуют элементы одежды, а также делят музыкальные и тематические фестивали. Так же как и готы, киберы любят надевать латекс, бдсм-аксессуары и тяжелые фетиш ботинки (Demonia, New Rock). В музыкальном плане у киберов пользуется популярностью EBM, электро-индастриал, дарк-электро, аггротек.

## Эстетика
- Являются поклонниками литературного жанра киберпанк.
- Наиболее популярными музыкальными стилями у киберов являются: EBM, postindustrial, future-pop, synthpop, electro-industrial, dark-electro.
- Любят фильмы, имеющие отношение к киберпанковской и постапокалиптической тематике.
- Предпочитают интерьеры в стиле хай-тек.
- Используют компьютерный сленг. На письме часто используют leet.
- Посещают клубы, различные мероприятия, имеющие отношение к тёмной электронной сцене.
- Увлекаются индустриальным туризмом, так же граффити.

## Внешний вид
Наиболее типичный внешний вид киберготов:
- Фетиш-обувь — блестящие высокие сапоги или высокие ботинки на толстой подошве с обилием ремешков, армейская обувь.
- Блестящие (светоотражающие) облегающие чёрные или фольговые виниловые штаны, футболки с атрибутикой и надписями, топы, синтетические жилетки на молнии, виниловые плащи, как в фильме «Матрица», или же обтягивающие, с неоновой вставкой цельные костюмы, подобные тому, что было представлено в фильме «Трон: Наследие».
- У девушек виниловые мини-юбки, поперечно-полосатые (черно-белые) колготки и нарукавники. Топы-бюстье с открытым животом и спиной.
- Разноцветные волосы «кислотных» цветов (зелёный, синий, красный, фиолетовый). Однако может доминировать и чёрный цвет.
- В собранные в пучок (иногда в два пучка) волосы вплетены провода, или волосы заплетены в косички в виде проводов (цвета проводов); дреды; ирокезы; двойные ирокезы; прически в стиле Velvet Acid Christ. Такой тип стайлинга называется «киберлоки» (по аналогии с дред-локами) хай-тековской атрибутики: микросхемы, чипы, штрих-коды, пластиковые ремни и браслеты, ошейники, нашивки с электротехнической символикой.
- Обилие хай-тек-символики; наколенники и щитки, как у роботов, провода, датчики, разъёмы, розетки.
- Очки сварщика (гогглы) или лётные очки, используемые как обруч для волос. Часто украшаются фосфорными красками, светоотражателями, печатными платами, деталями систем охлаждения, светодиодной подсветкой.
- Наиболее популярным декоративным символом является знак биологической опасности (биохазард).